# NGC 497
NGC 497 (również PGC 4992, UGC 915 lub Arp 8) – galaktyka spiralna z poprzeczką (SBbc), znajdująca się w gwiazdozbiorze Wieloryba. Odkrył ją Édouard Jean-Marie Stephan 6 listopada 1882 roku.